# Spids øjentrøst
Spids øjentrøst (Euphrasia stricta) er en 3-20 cm høj, kortlevende, utreagtig plante, der er halvsnylter på flere arter af de urteagtige planter i eng og overdrev.

## Beskrivelse
Spids øjentrøst er en en- eller toårig, urteagtig plante med en opstigende og busket vækst. Stænglerne er næsten hårløse og ofte rødlige med mere eller mindre udstående grene. bladene sidder modsat. De er bredt ægformede med grove tænder langs randen. Oversiden er rynket og mat mørkegrøn, mens undersiden er lysegrøn og håret. Blomstringen foregår i maj-september, hvor man finder blomsterne siddende i små stande fra bladhjørnerne. De enkelte blomster er 5-tallige og uregelmæssige med hvide til svagt violette kronblade af 4-10 mm længde. Frugterne er kapsler med mange frø.
Rodsystemet består af spinkle og fåtallige trævlerødder, men det skal tages i betragtning, at planten snylter på rodnettet af sine værtplanter (bl.a. gul snerre).
Højde x bredde og årlig tilvækst: 0,15 x 0,50 m (15 x 5 cm/år).

## Hjemsted
Spids øjentrøst har sin naturlige udbredelse i Lilleasien, Kaukasus og det meste af Europa. I Danmark er den almindelig i det mest af landet. Den er knyttet til lysåbne og ret tørre voksesteder med en veldrænet, næringsfattig jord.
Ved Tueholm Sø i Kongsholmparken, som ligger i Albertslund, findes arten sammen med bl.a. ene, alm. knopurt, knoldet mjødurt, pilealant, rank frøstjerne, stor knopurt, toårig høgeskæg og trenervet snerre

## Vanskelig afgrænsning
Afgrænsningen er vanskelig mellem arterne i slægten Øjentrøst. Spids øjentrøst kan opfattes som bestående af flere former, der undertiden opfattes som arter. I Danmark drejer det sig om Svensk øjentrøst, Kirteløjentrøst, Spinkel øjentrøst, Nordisk øjentrøst, Klitøjentrøst og Kort øjentrøst, der alle kan opfattes som former af spids øjentrøst.

## Fodnoter
1. ↑  Poul Evald Hansen: Kongsholmparken (Albertslund, Hovedstaden)
2. ↑  Signe Frederiksen et al., Dansk flora, 2. udgave side 545. Gyldendal 2012. ISBN 8702112191.

| Portal | Portal:Botanik |